# Тетрахлоромолибдат(III) калия
Тетрахлоромолибдат(III) калия — неорганическое соединение,
двойная соль молибдена, калия и соляной кислоты
с формулой KMoCl4,
красные кристаллы.

## Получение
- Спекание стехиометрических количеств хлоридов молибдена и калия:

{\displaystyle {\mathsf {MoCl_{3}+KCl\ {\xrightarrow {200^{o}C}}\ KMoCl_{4}}}}

## Физические свойства
Тетрахлоромолибдат(III) калия образует красные кристаллы,
слабо растворяется в концентрированной соляной кислоте.